# Petroica de l'illa del Sud
La petroica de l'Illa del Sud (Petroica australis) és una espècie d'ocell passeriforme de la família dels petròicids. És endèmica de Nova Zelanda. És una espècie en risc mínim, és a dir, no sembla que hi hagi cap amenaça significativa per a la seva supervivència. El seu nom específic, australis, significa 'austral' en llatí.